# Pietra-di-Verde
Pietra-di-Verde (en cors A Petra di Verde) és un municipi francès, situat a la regió de Còrsega, al departament d'Alta Còrsega. L'any 1999 tenia 115 habitants.

## Demografia
| 1962 | 1968 | 1975 | 1982 | 1990 | 1999 |
| ---- | ---- | ---- | ---- | ---- | ---- |
| 179  | 196  | 129  | 79   | 95   | 115  |

## Administració
| Període | Identitat        | Partit | Qualitat |  |
| ------- | ---------------- | ------ | -------- |  |
| 2008-   | Jules Martinetti |        |          |  |